# 宜昌市第九中学
30°42′58″N 111°16′20″E / 30.71610°N 111.27216°E

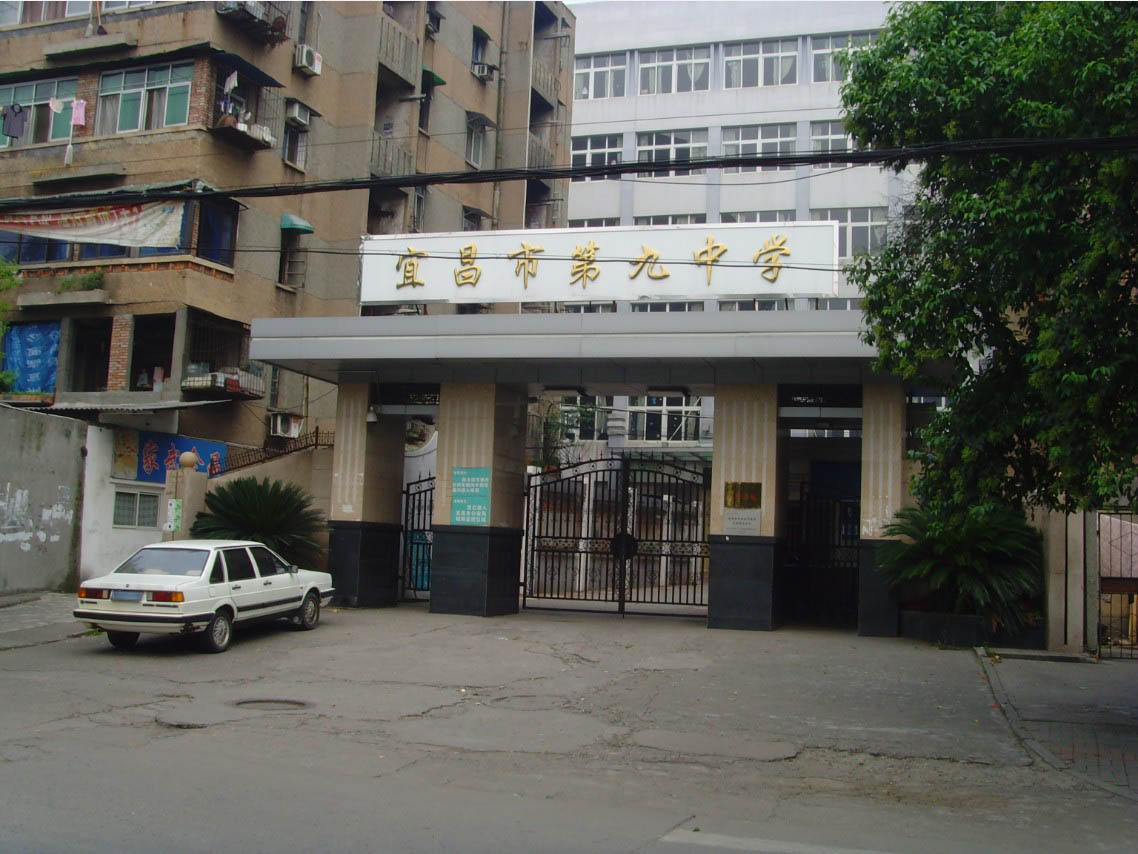
宜昌市第九中学的大门 （2011年7月30日）

宜昌市第九中学，又名宜昌市九中雷锋军校，位于中华人民共和国湖北省宜昌市西陵区西坝，在至喜长江大桥西坝入口匝道旁，创办于1958年，是一所现代化的公立初等中学，也是一所由宜昌市教育局直属的完全初中，学生可以根据班级划分情况选择走读或住读。在2008年以前，曾是一所私立中学。该校除了录取附近片区的小学毕业生外，还以其自主招生制度录取其他地区的毕业生。，占地面积为12181.03平方米。
《山楂树之恋》中“静秋”的原型人物，曾就读于此校。